# Lijst van veelvoorkomende meisjesnamen in het Nederlands taalgebied
Hieronder volgt een alfabetische lijst van veelvoorkomende voornamen van meisjes in het Nederlands taalgebied.
De lijst bevat alleen de meestvoorkomende namen aangevuld met eventuele zeldzamere namen waarover op Wikipedia  een zelfstandig artikel bestaat.

## Lijst

### A
Aaf - Aafje - Aafke - Aagje - Aaltje - Abby - Abigael - Abigaël - Abigaïl - Ada - Ade - Adèle - Adelheid - Adelinde - Adriana - Adriënne - Æthelflæd - Afke - Afra - Agaath - Agatha - Agnes - Agneta - Aïcha - Aida - Aimée - Aïsha - Aisling - Akke - Albertina - Albertine - Aleid- Aleida - Aletta - Alev - Alexandra - Alexia - Ali - Alice - Alicia - Alida - Alie - Alina - Aline - Alix - Alyssa - Amal - Amalia - Amanda - Amarant - Amarens - Amber - Amira - Amy - Anastasia - Andrea - Andrée - Angela - Angelica - Angelina - Angelique - Angie - Aniek - Anika - Anique - Anita - Anja - Ank - Anka - Anke - Ankie - Anna - Anna Maria - Annabel - Annabelle - Anne - Anneke - Annelies - Anneloes - Annemarie - Annemiek - Annemieke - Annet - Annette - Annie - Anniek - Annigje - Annika - Annique - Anouk - Anouchka - Ans - Antje - Antoinette - Antonia - Aregnazan - Ariadne - Ariana - Ariane - Arianna - Arianne - Arlette - Arya - Asha - Ashley - Astrid - Audrey - Aukje - Aurore - Avalon - Aya - Ayesha - Ayse

### B
Babette - Babs - Barbara - Baukje - Bea - Beate - Beatrice - Beatrijs - Beatrix - Beau - Belinda - Bella - Belle - Benedicta - Benedicte - Bente - Benthe - Bep - Bernadette - Bernice - Berta - Bertha - Bettina - Bettine - Betty - Bianca - Bibi - Bibiane - Bieke - Birgit - Blanca - Bo - Bobbi - Bodil - Bodine - Bonita - Bonnie - Boukje - Brechje - Brecht - Brechtje - Bregje - Brenda - Bridget - Brigitte - Britney - Britt

### C
Cadence - Camilla - Camille - Candice - Candy - Carice - Carina - Carla - Carlijn - Carmen - Caro - Carola - Carolien - Carolina - Caroline - Carrie -Carry - Casilda - Cassandra - Catharina - Catherine - Cathleen - Cato - Cecile - Cecilia - Celeste - Celia - Celine - Céline - Chantal - Charissa - Charlotte - Cheryl - Cheyenne - Chiara - Chitra - Chloé - Chloë - Chris - Christa - Christel - Christianne - Christie - Christien - Christina - Christine - Cielke - Cieltje - Cindy - Ciska - Claartje - Claire - Clara - Clarien - Clarissa - Clarisse - Claudia - Clementine - Co - Coby - Coco - Colette - Colinda - Connie - Cora - Corina - Corine - Cornelia - Corrie - Corry - Cynthia

### D
Daan - Dahlia- Dagmar - Daisy - Dana - Dani - Daniela - Daniëlle - Danique - Daphne - Darya - Davina - Debbie - Debby - Debora - Deborah - Delia - Demi - Demira - Denise - Desirée - Devi - Dewi - Diana - Diane - Dianne - Didi - Diede - Dieuwertje - Dieuwke - Dikra- Dilan - Dilara - Dina - Dineke - Dinh - Dione - Dionne - Dirkje - Doede - Doetje - Dominique - Donna - Doortje - Dora - Dorien - Dorine - Doris - Dorothea - Dounia - Doutzen - Dunya - Dymfna

### E
Ebru - Edith - Eef - Eefje - Ekaterina - Elena - Eleonora - Eleonore - Eli - Eline - Elisa - Elisabeth - Elise - Eliza - Elizabeth - Elize - Elja - Ella - Elle - Ellen - Ellie - Elly - Elodie - Eloise - Els - Elsa - Else - Elsje - Elske - Elvira - Emilia - Émilie - Emily - Emma - Emmy - Eréndira - Erica - Erika - Erin - Erna - Esin -Esma - Esmée - Esmee - Esmeralda - Esra - Estella - Estelle - Ester - Esther - Eva - Evelien - Eveline - Evelyn - Evi - Evita

### F
Fabiënne - Fabiola - Famke - Fanny - Farah - Farida - Fatima - Fatma - Fay - Faye - Fayette - Feike - Felice - Felicia - Felicity - Feline - Femke - Femme - Fenna - Fenne - Fien - Fiene - Fieneke - Fiep - Fina - Fiona - Fiorella - Fleur - Floor - Floortje - Flora - Florence -Florine - Fokje - Franca - Francesca - Francine - Francis - Francisca - Francoise - Frederieke - Frederika - Frederike - Frederique - Freya - Frida - Frieda - Froukje

### G
Gabriëlle - Gaby - Gamze - Gea - Geerke - Geertje - Geertrui - Geertruida - Geesje - Geeske - Gemma - Geneviève - Georgette - Georgina - Geraldine - Gerda - Gerdien - Germaine - Gerrie - Gerry - Gertie - Gertrude - Gesina - Ghislaine - Gigi - Gina - Ginny - Gisela - Gisele - Gloria - Godelieve - Goedele - Gözde - Grace - Grada - Grazyna - Greetje - Greta - Gretha - Grietje - Guusje - Gwen - Gwendoline - Gwyneth

### H
Hadewig - Hailey - Hana - Hanna - Hannah - Hanne - Hanneke - Hannelore - Hannie - Hanny - Harmina - Harmke - Harriët - Hayley - Hedwig - Heidi - Heike - Heiltje - Heintje - Heleen - Helen - Helena - Helène - Helga - Hella - Helma - Hendrika - Hennie - Henny - Henrieke - Henriëtte - Hermien - Herta - Hester - Hetty - Hila - Hilary - Hilda - Hilde - Hildegard - Hillary - Hine - Holly -  Hope - Huibertina

### I
Ianthe - Ida - Ilana - Ildiko - Ilhan - Ilja - Ilona - Ilonka - Ilse - Imaan - Imaani -  Iman - Imke - Ina - Indiana - Indy - Ine - Ineke - Ines - Inez - Inge - Ingeborg - Ingrid - Ira - Irene - Ireri - Iris - Irma - Isa - Isabel - Isabella - Isabelle - Ise - Isis - Ivana - Ivanka - Ivonne - Ivy

### J
Jackie - Jacoba - Jacqueline - Jade - Jaël - Jaimie - Jaimy - Jamie - Jamilla - Jamy - Jana - Jane - Janine - Janna - Janne - Janneke - Jannie - Janny - Jansje - Jantine - Jantje - Jara - Jasmijn - Jasmin - Jasmina - Jasmine - Jeanette - Jeanine - Jeanne - Jeannette - Jeanny - Jelena - Jelka - Jelle - Jellie - Jenna - Jennie - Jennifer - Jenny - Jeske - Jessica - Jessie - Jessy - Jet - Jetske - Jette - Jetty - Jill - Jip - Jiska - Jiske - Jitske - Jo-Anne - Joaddan - Joanna - Joanne - Joëlla - Joëlle - Johanna - Joke - Jolanda - Jolande - Jolie - Jolien - Jolijn - Jolin - Joline - Jonne - Jorien - José - Josefien - Josephine -  Josine - Josje - Joske - Joy - Joyce - Jozefa - Judith - Julia - Juliana - Julie - Juliet - Juliette - Juliëtte - June - Justine - Juul - Juultje

### K
Kaat - Kader - Kai - Kaja - Kamala - Kara - Karen - Karin - Karina - Karlijn - Kate - Kathleen - Katie - Katinka - Katja - Katrien - Katrijn - Kauthar - Kayla - Kaylee - Kayleigh - Kelly - Kelsey - Kendra - Kensi - Khadija - Kiara - Kiki - Kim - Kimberley - Kimberly - Kimmy - Kira - Kirsten - Kitty - Klaartje - Klaasje - Klaziena - Komal - Koren - Krista - Kristel - Krystle - Kylie - Kyra - Kyara

### L
Laetitia - Laila - Lana - Lara - Larissa - Laura -
Laure - Lauren - Laurentien - Laurie - Laurien - Layla - Lea - Leentje - Lei - Leliana - Lena - Lenette - Lenie - Leona - Leonie - Leonora - Leontine - Leslie - Letitia - Lia - Lianne - Lidewij - Lidwina - Lieke - Liekele - Lien - Lies - Liesbeth - Lieve - Lilian - Lily - Lincy - Linda - Linde - Lindsay - Lindsey - Linsi - Lisa - Lisanne - Lise - Liselotte - Lisette - Liv - Livia - Liza - Lize - Lizzy - Lobke - Loes - Lois - Loïs - Lola - Lolita - Lonneke - Lorena - Lot - Lotte - Lottie - Lou - Louisa - Louise - Lucette - Lucia - Luciënne - Lucille - Lucinda - Lucretia - Lucy - Lulu - Luna - Lupe - Lydia - Lyke - Lynette - Lynn - Lynsey

### M
Maaike - Maartje - Machteld - Madeleine - Madelief - Madelon - Madonna - Mae - Magdalena - Maggie - Maia - Maike - Maite - Maja - Majlen - Malika - Manar - Mandy - Manon - Manuela - Mara - Marcella - Marcelle - Marcellina - Marcia - Mare - Marga - Margaretha - Margarita - Margo - Margot - Margriet - Mari - Maria - Maria Anna- Maria Christina - Marian - Mariana - Marianne - Marie - Marie Josephine - Marie Louise - Marie-Claire - Marieke - Mariëlle - Mariëtte - Marije - Marijke - Marijn - Marike - Marina - Marion - Mariska - Marissa - Marit - Marja - Marjan - Marjolein - Marjolijn - Marleen - Marlene - Marlies - Marloes - Martha - Marthe - Martina - Martine - Marylise- Mathilde - Maud - Maureen - Maxime - Maya - Mayra - Mayke - Megan - Meike - Melanie - Melissa - Melle - Melody - Mercedes - Merel -  Merle - Merve - Meta - Mette - Mia - Micha  - Michaela - Michelle - Mieke - Mien - Miep - Mies - Mika - Mila - Milana - Mildred - Milena - Milla - Milou - Mina - Minka - Minke - Mira - Miranda - Mireille - Miriam - Mirjam - Mirte - Mirthe - Moira - Molly - Mona - Monica - Moniek - Monique - Murkina - Mylène - Myra - Myrthe

### N
Nabila - Nada - Nadezjda - Nadia - Nadine - Nancy - Nanda - Nanne - Naomi - Natacha - Natalie - Natasja - Nathalie - Neeltje - Nel - Nele - Nelleke - Nellie - Nelly - Nena - Nesrin - Nevzat - Nicky - Nicole - Nicolette - Nicoline - Nienke - Nika - Nikita - Nikki - Nina - Nini - Nithura - Noa - Noà - Noam - Noël - Noëlla - Noëlle - Noémie - Nona - Noor - Noortje - Nora - Nore - Nour - Nova - Nynke

### O
Odette - Odile - Odilia - Olga - Olivia - Ophelia - Ouassima

### P
Pamela - Paola - Pascalle - Patricia - Patty - Paula - Paulien - Pauline - Pearl - Peggy - Peisidike - Penelope - Petra - Petronella - Philipine - Philippa - Pia - Pien - Pieternel - Pietertje - Pip - Pleun - Plien - Plonie - Polly - Priscilla - Priya - Priyanka - Puck

### Q
Quinn - Quinty - Quirine

### R
Rachel - Rachelle - Rachida - Rafaëla - Ramona - Rani - Rebecca - Regina - Reina - Renata - Renate - Renée - Renske - Ria - Rian - Rianne - Riet - Rihab - Rikie - Rina - Rita - Rixt - Roberta - Robin - Romana - Romee - Romy - Ronit - Ronja - Roos - Roosje - Roosmarijn - Rosa - Rosalie - Rosanne - Rose - Rosita - Rowan - Rowena - Roxanne - Rozemarijn - Ruby - Runa - Ruth

### S
Saar - Saartje - Sabina - Sabine - Sabrina - Sacha - Saïda - Sallie - Sam - Samantha - Samira - Sammy - Sandra - Sandrine - Sandy - Sanna - Sanne - Sara - Sarah - Sari - Sarina - Sasha - Saskia - Savanna - Selena - Selina - Selma - Senna - Senne - Sera - Severina - Shannon - Sharon - Shayan - Shayna - Shelly - Sherhonte - Shinta - Shirley - Sidonia - Sien - Sieneke - Sietske - Sigrid - Sigyn - Silke - Silvana - Silvia - Simone - Siobhán - Sira - Siri - Sjoerdtje - Sjoukje - Sofia - Sofie - Sonia - Sonja - Sophia - Sophie - Soraya - Soukaïna - Stefania - Stefanie - Steffie - Stella - Stephanie - Sterre - Stien - Susan - Susanna - Susanne - Suus - Suzan - Suzanna - Suzanne - Suze - Suzette - Svenja - Svetlana - Sylvana - Sylvia - Sylvie

### T
Tabitha  - Tahlia - Talitha - Tamar - Tamara - Tania - Tanja - Tara - Tatjana - Tatum - Teske - Tess - Tessa - Tessel - Teuntje - Thalia - Thea - Theodora - Thérèse - Theresia - Thi - Thirza - Tibby -  Tiffany - Tilly - Timea - Tina - Tine - Tineke - Tinne - Tiny - Tjitske - Toetie - Toni - Tonia - Toos - Trijntje  - Trudi -Trudie - Trudy - Truida - Truus

### U
Ulla - Ulrike - Ursula

### V
Vajen - Valentina - Valerie - Vân - Vanessa - Veerle - Vera - Verona - Veronica - Veronique - Vicky - Victoria - Viola - Violet - Violette - Virginia - Vivian - Viviënne

### W
Wanda - Welmoed - Wende - Wendy - Wies - Wieteke - Wietske - Wilhelmina - Willeke - Willemien - Willemijn - Willie - Willy - Wilma - Winnie - Wytske

### X
Xandra - Xanthe - Xantippe - Xenia - Xiomara

### Y
Yaël - Yalou - Yara - Yasmin - Yeliz - Yfke - Yentl - Ymke - Yolanda - Yvette - Yvonne

### Z
Zara - Zelda - Zeynep - Zineb - Ziva - Zjoske - Zoë - Zoé - Zohar - Zwaantje